# Valoctocogene roxaparvovec
Valoctocogene roxaparvovec，以Roctavian品牌销售，是对甲型血友病的基因治疗。由BioMarin Pharmaceutical开发。 Valoctocogene roxaparvovec是改造过的(AAV5)病毒（含第8凝血因子基因），而甲型血友病病人缺乏该因子。 给药方式是静脉注射。